# Sopa da pedra

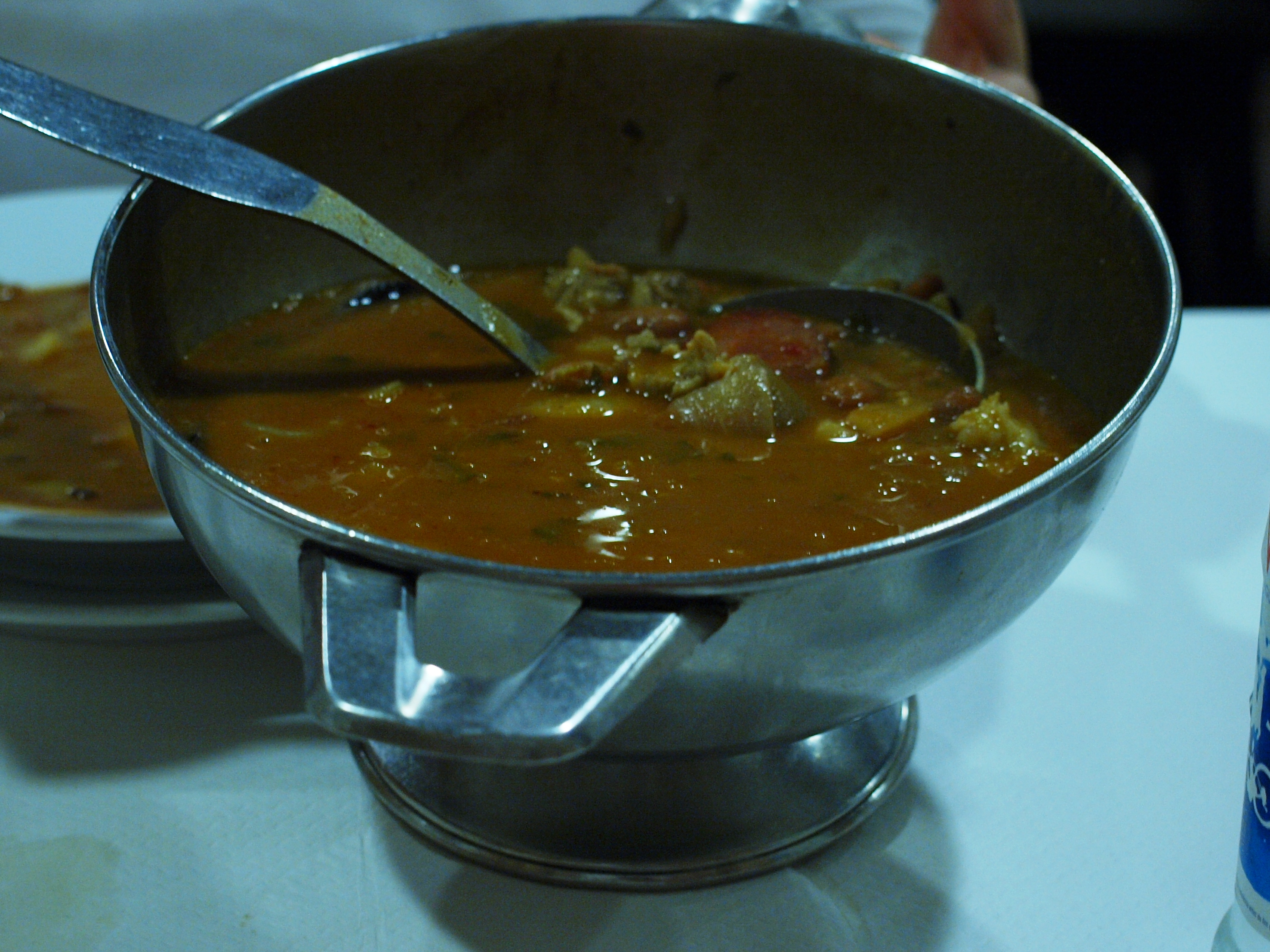
Sopa da pedra em Almeirim

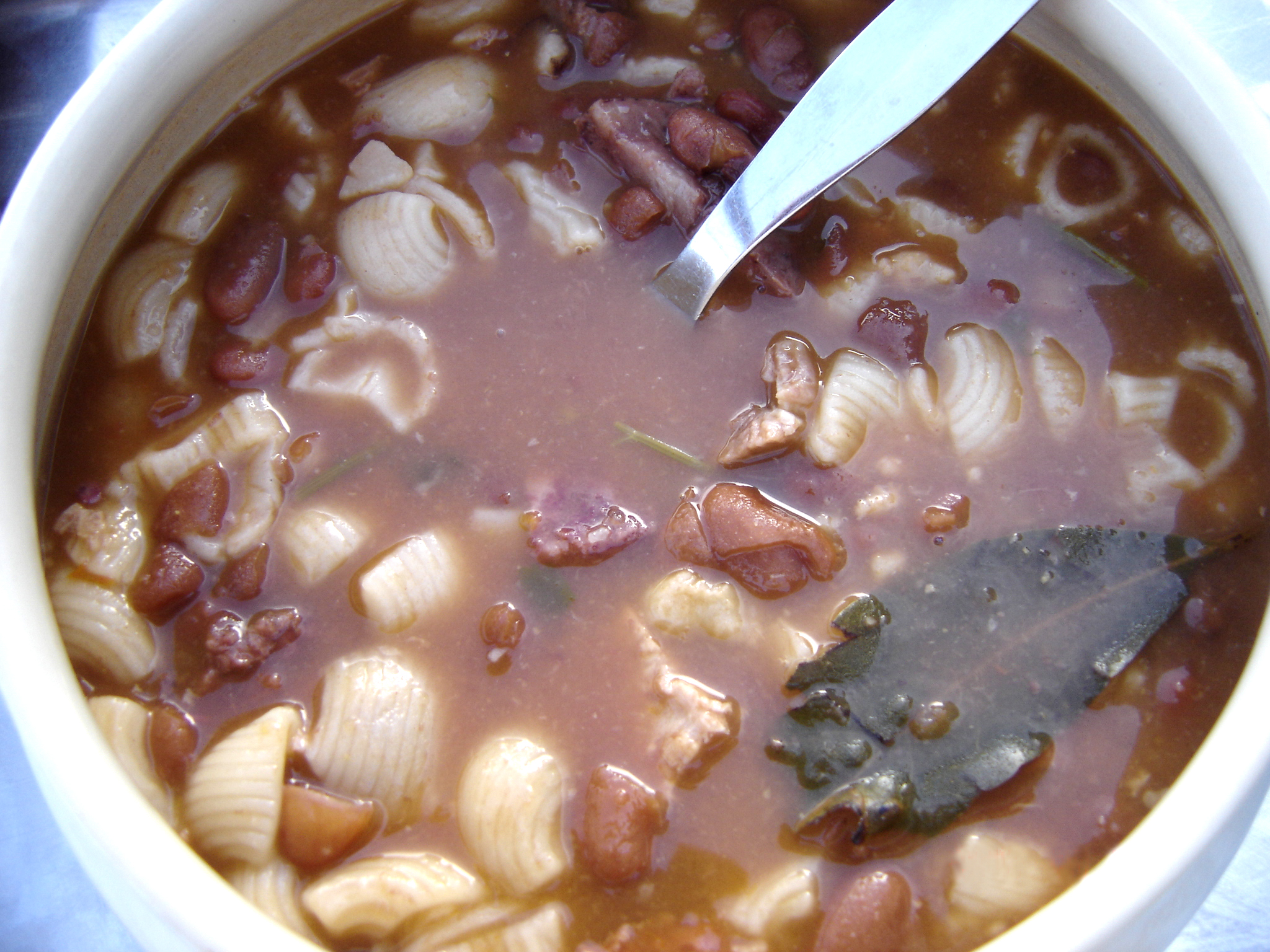
Sopa de pedra

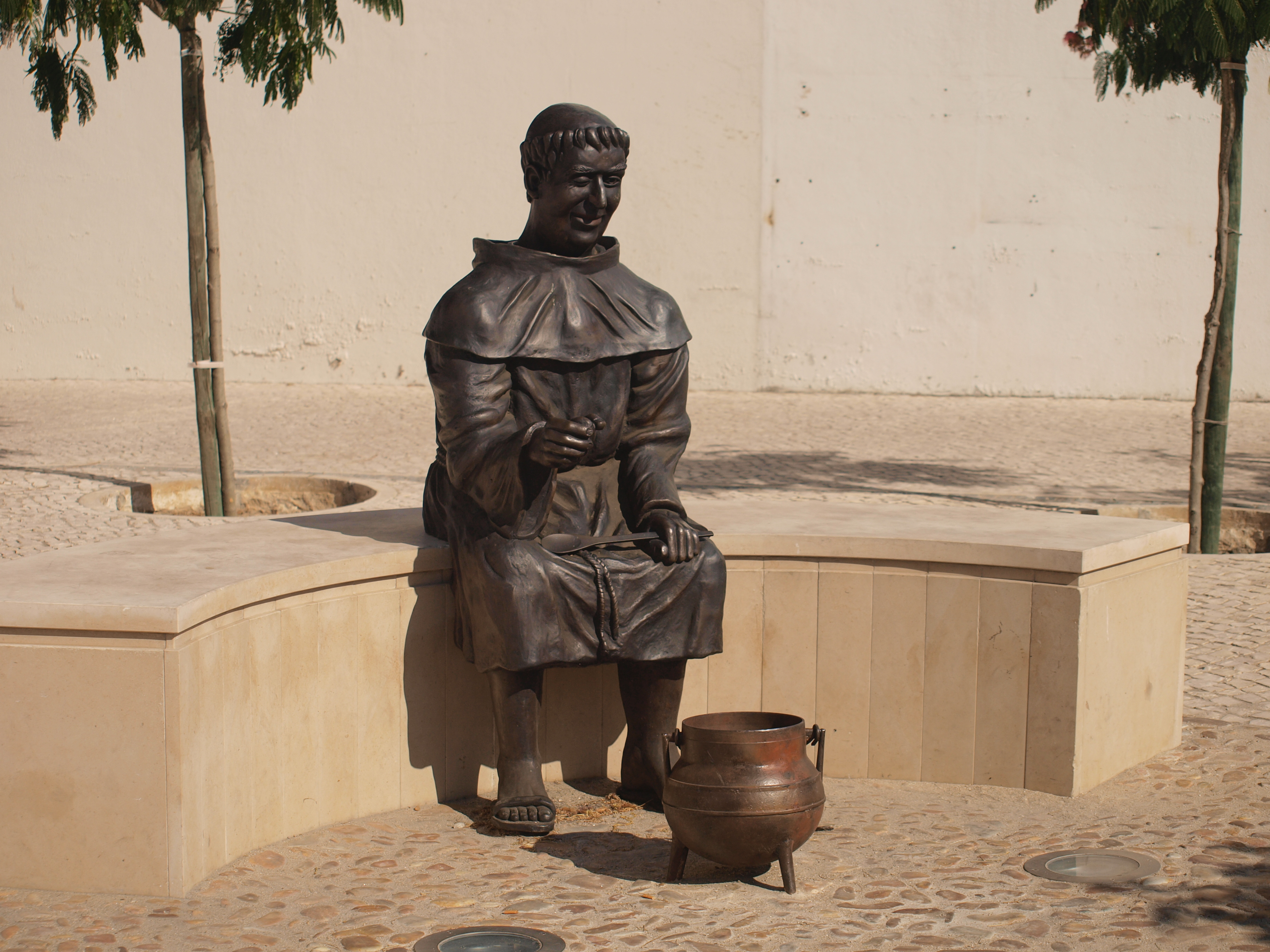
Estátua dedicada ao frade da lenda da sopa da pedra, em Almeirim

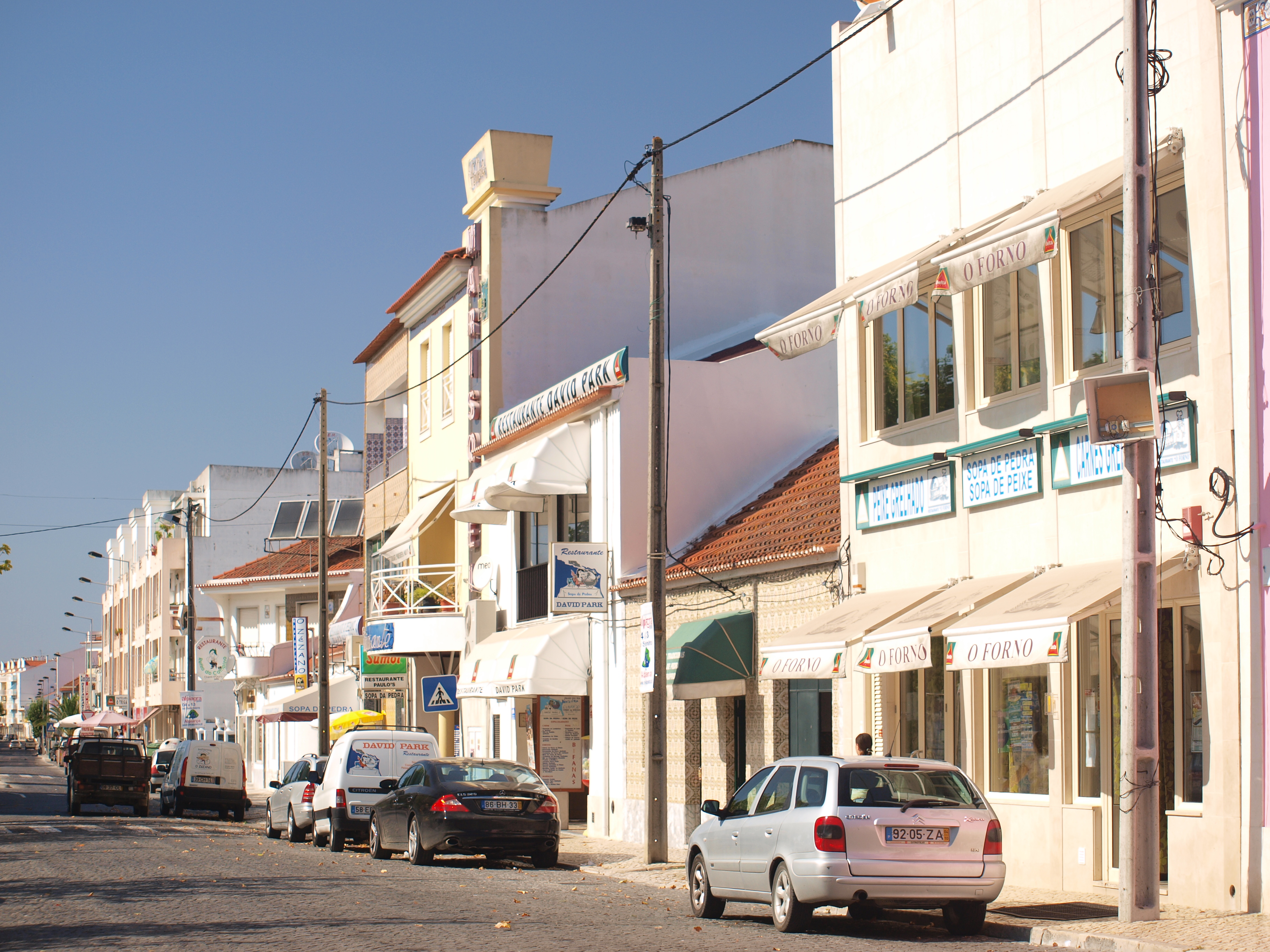
Restaurantes de sopa da pedra em Almeirim

Sopa da pedra ou sopa de pedra é uma sopa típica portuguesa, em particular da cidade de Almeirim, situada no coração da região do Ribatejo, considerada a capital da sopa da pedra.
A designação sopa de pedra encontra-se em muitas culturas ocidentais e tem como base lendas e mitos.

## A lenda em Portugal
Um frade pobre, que andava em peregrinação, chegou a uma casa e, orgulhoso demais para simplesmente pedir comida, pediu aos donos da casa que lhe emprestassem uma panela para ele preparar uma sopa — de pedra… E tirou do seu bornal uma bela pedra lisa e bem lavada. Os donos da casa ficaram curiosos e, de imediato, deixaram entrar o frade para a cozinha e deram-lhe a panela. O frade colocou a panela ao lume só com a pedra, mas logo disse que era preciso temperar a sopa… A dona da casa deu-lhe o sal, mas ele sugeriu que era melhor se fosse um bocado de chouriço ou toucinho. E lá foi o unto para junto da pedra. Então, o frade perguntou se não tinham qualquer coisa para engrossar a sopa, como batatas ou feijão que tivessem restado da refeição anterior… Assim se engrossou a sopa “de pedra”. Juntaram-se cenouras, mais a carne que estava junta com o feijão e, evidentemente, resultou numa excelente sopa. Comeram juntos a sopa e, no final, o frade retirou cuidadosamente a pedra da panela, lavou-a e voltou a guardá-la no seu bornal… para a sopa seguinte!